# Араренда
Араренда (порт. Ararendá)  —  муниципалитет в Бразилии, входит в штат Сеара. Составная часть мезорегиона Сертойнс-Сеаренсис. Входит в экономико-статистический  микрорегион Сертан-ди-Кратеус. Население составляет 10 517 человек на 2006 год. Занимает площадь 344,132 км². Плотность населения — 30,6 чел./км².

## Статистика
- Валовой внутренний продукт на 2003 составляет 17.414.908,00 реалов (данные: Бразильский институт географии и статистики).
- Валовой внутренний продукт на душу населения на 2003 составляет 1.693,56 реалов (данные: Бразильский институт географии и статистики).
- Индекс развития человеческого потенциала на 2000 составляет 0,626 (данные: Программа развития ООН).